# NatureServe
NatureServe est une ONG environnementale spécialisée dans la conservation de la nature. Créée en 1999, elle fait partie du réseau de programmes et centres d'information sur la conservation créée par l'ONG The Nature Conservancy. Des centres existent dans tous les États des USA, au Canada, en Amérique latine et aux Caraïbes.
Ces centres échangent leurs données avec NatureServe, qui les rend disponibles publiquement, via NatureServe Explorer, une base de données interrogeable en ligne.